# Чёрный агути
Чёрный агути (лат. Dasyprocta fuliginosa) — вид грызунов рода агути семейства агутиевые. Найден в Венесуэле, Эквадоре, Колумбии и Бразилии. Чёрный агути — единственное животное, зубы которого достаточно остры, чтобы разгрызть жесткую оболочку бразильского ореха. Другие похожие грызуны, к примеру, морские свинки, на это неспособны.